# 廣島商船高等專門學校
廣島商船高等專門學校（National Institute of Technology, Hiroshima College），是一所位於日本廣島縣的高等專門學校。

## 沿革
創設於1898年，學校現設有3個學科，分別為商船學、電子控制工程學、流通情報工程學。2005年又創設了專攻科，包括海事系統工程學和產業系統工程學。專攻科為兩年的教育。

## 教育組織

### 本科（副學士課程）
- 商船學科
- 電子控制工程學科
- 流通情報工程學科

### 專攻科（學士課程）
- 海事系統工程專攻
- 產業系統工程專攻[2]

## 外部連結
- 廣島商船高等專門學校 （页面存档备份，存于）